# Diocesi di Xichang
La diocesi di Xichang (in latino: Dioecesis Nimiuenensis) è una sede della Chiesa cattolica in Cina suffraganea dell'arcidiocesi di Chongqing. Nel 1950 contava 11.143 battezzati su 2.000.000 di abitanti. La sede è vacante.

## Territorio
La diocesi comprende parte della prefettura autonoma Yi di Liangshan e la città-prefettura di Panzhihua nella provincia cinese di Sichuan.
Sede vescovile è la città di Xichang.

## Storia
Il vicariato apostolico del Kienchang fu eretto il 12 agosto 1910 con il breve Ex hac di papa Pio X, ricavandone il territorio dal vicariato apostolico del Sichuan meridionale (oggi diocesi di Yibin).
Il 3 dicembre 1924 assunse il nome di vicariato apostolico di Ningyüanfu in forza del decreto Vicarii et Praefecti della Congregazione di Propaganda Fide.
L'11 aprile 1946 il vicariato apostolico è stato elevato a diocesi con la bolla Quotidie Nos di papa Pio XII e contestualmente ha assunto il nome di diocesi di Ningyüan (o Xichang).
Sede vacante dal 1999, il 2 dicembre 2016 è stato ordinato vescovo John Lei Jia-pei, con il consenso della Santa Sede; tuttavia all'ordinazione episcopale ha preso parte anche un vescovo scomunicato da Roma.
Nel 2016 la diocesi contava undici preti, una decina di religiose e circa 25.000 fedeli.

## Cronotassi dei vescovi
Si omettono i periodi di sede vacante non superiori ai 2 anni o non storicamente accertati.
- Jean-Baptiste-Marie Budes de Guébriant, M.E.P. † (12 agosto 1910  - 28 aprile 1916 nominato vicario apostolico di Canton)
- Joseph-Fructueux Bourgain, M.E.P. † (31 marzo 1918 - 30 settembre 1925 deceduto)
- Stanislas-Gabriel-Henri Baudry, M.E.P. † (18 marzo 1927 - 6 agosto 1954 deceduto)
  - Sede vacante
  - Xie Chao-gang † (5 maggio 1991 consacrato - 1º febbraio 1999 deceduto)
  - John Lei Jia-pei, consacrato il 2 dicembre 2016

## Statistiche
Le ultime statistiche ufficiali riportate dall'Annuario Pontificio si riferiscono al 1950; in quell'anno la diocesi, su una popolazione di 2.000.000 di persone, contava 11.143 battezzati, corrispondenti allo 0,6% del totale.
| anno | popolazione | popolazione | popolazione | presbiteri | presbiteri | presbiteri | presbiteri                | diaconi | religiosi | religiosi | parrocchie |
| anno | battezzati  | totale      | %           | numero     | secolari   | regolari   | battezzati per presbitero | diaconi | uomini    | donne     | parrocchie |
| ---- | ----------- | ----------- | ----------- | ---------- | ---------- | ---------- | ------------------------- | ------- | --------- | --------- | ---------- |
| 1950 | 11.143      | 2.000.000   | 0,6         | 35         | 33         | 2          | 318                       |         | 6         | 36        | 17         |